# نامه‌های عمارنه
نامه‌های عَمارنه یا لوحه‌های عمارنه آرشیوی از نامه‌نگاری‌هایی بیشتر دیپلماتیک روی لوحه است، میان دولت مصر و نمایندگانش در کنعان و مارتو دوران پادشاهی نو. نامه‌ها در مصر علیا، عمارنه، (نام نوین پایتخت باستانی مصر، آخناتون) پیدا شد. این گونه نامه‌نگاری در مصر باستان کم‌سابقه است؛ از آن جا که در آن‌ها بیشتر خط میخی اکدی به کار رفته‌است. شمار این نامه‌ها ۳۸۲ است.

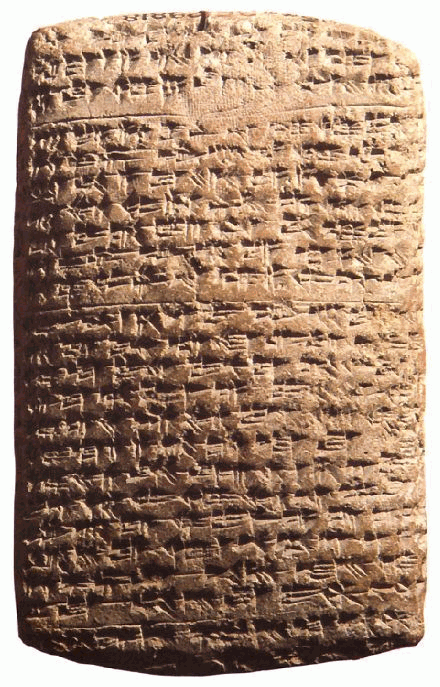
ای آ ۱۶۱، نامه‌ای از آزیرو رهبر مارتو.